# Urì

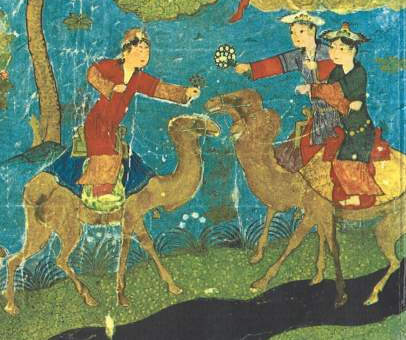
Urì su dromedari paradisiaci, in un manoscritto persiano del XV secolo (Miʿrāj-nāme. Parigi, BnF). Da notare che nel Corano e nella Sunna non si parla mai di una simile evenienza.

Le urì o uri (in arabo ﺣﻮﺭ‎?, ḥūr, pl. di ﺣﻮﺭة ḥawrā, al masch. ﺍﺣﻮﺍﺭ aḥwār; in persiano ﺣﻮﺭى‎, ḥūrī) secondo la tradizione islamica sono delle giovani donne (la cui natura sarebbe quella dello zafferano, del muschio, della canfora o dell'ambra) che attendono per disposizione divina nel paradiso quanti, in base al decreto di Allah nel Giorno del Giudizio, vi saranno destinati.
In numerosi passaggi coranici, le urì sarebbero giovani ragazze perennemente di 33 anni, con "occhi bellissimi", mentre la leggenda s'è impadronita di loro, descrivendone fantasiosamente la pelle, talmente delicata da essere addirittura diafana, oltre che perennemente vergini, destinate come mogli al beato, allietandone il soggiorno eterno in paradiso. Sempre secondo la tradizione leggendaria, le giovani non sarebbero soggette al ciclo mestruale e non avrebbero la capacità di concepire e generare. 
Sempre secondo il sentimento islamico, certificato dal Corano e dagli ḥadīth più autorevoli, esse vivrebbero in bellissimi e sontuosi padiglioni o palazzi, accudite da ancelle, e indosserebbero ricchi gioielli e varie pietre preziose e avrebbero perennemente 33 anni – la medesima età del profeta ʿĪsā (Gesù) quando apparentemente morì – esattamente come i loro mariti umani.
Alcuni teologi musulmani rinomati, come Gibril Haddad, hanno analizzato la natura affascinante del paradiso coranico, suggerendo che alcuni uomini potrebbero persino richiedere abluzioni solo per aver ascoltato certi versetti.
Teologi musulmani ortodossi come al-Ghazali e al-Ash'ari hanno tutti dibattuto sui piaceri sensoriali presenti in paradiso, collegandoli agli hadith che raffigurano il paradiso come un luogo se un uomo desidererà unione con una donna, la otterrà senza impedimenti.
Contrariamente a credenze diffuse, nel Corano non viene rivelato il numero di urì che attende chi sarà destinato al paradiso.
Secondo lo stesso Corano, nel paradiso esistono anche esseri di sesso maschile: i ghilmān (Cor. LII:24).
I ghilmān, a differenza delle urì, non avranno scopo sessuale, ma saranno solo servitori.
In altre tradizioni islamiche sono unite attorno all'anima simbolizzata da una perla. Col nome di Hur ci sono anche nei testi sacri yezidi o in alcuni apocrifi sono le mogli di Abele e Caino. secondo Giuseppe Furlani nel libro Gli adoratori del pavone, ed Jouvance.

## Somiglianze con lo zoroastrismo
La figura dell’Urì è stata talvolta paragonata alle figure dell’aldilà nelle narrazioni dello zoroastrismo, in particolare alla daena descritta nel Hadhoxt Nask.
Questo testo zoroastriano illustra il destino dell’anima dopo la morte. L’anima del giusto trascorre tre notti vicino al cadavere e, alla fine della terza notte, incontra la propria Daena ovvero descritta come una bellissima ragazza quindicenne, la cui bellezza riflette la bontà dell’individuo. Viene descritta con un aspetto radioso e incantevole, vestita di abiti splendenti e adornata di gioielli, con un volto sereno e dolce. La sua presenza è avvolta da un profumo celestiale, simbolo di purezza e beatitudine. La sua bellezza non è un semplice ornamento, ma rappresenta visibilmente le buone azioni dell’anima che l’ha generata.
Insieme, la daena e l’anima ascendono al Garōdmān, il paradiso zoroastriano. Non è esplicitamente presentata come una compagna romantica o erotica, ma come una guida e un riflesso spirituale della condotta terrena dell’individuo. Tuttavia, il fatto che venga descritta con un’età associata alla giovinezza e alla purezza, oltre alla sua straordinaria bellezza, lascia aperta la possibilità di interpretazioni più affettive o romantiche, sebbene il testo non ne faccia menzione diretta.

## Somiglianze con l'induismo
Le Urì trovano analogie nelle Apsaras dell'induismo, ninfe celesti note per la loro bellezza e grazia. Le Apsaras abitano nei cieli, in particolare nel paradiso degli dei (Svarga), e sono descritte come eternamente giovani e affascinanti, simili alle Urì. Servono come danzatrici e musiciste, intrattenendo gli dei e gli eroi. Entrambe le figure rappresentano ideali di bellezza e piacere celeste, offrendo compagnia ai giusti e ai valorosi.